# Эгейский вопрос
Эгейский вопрос (греч. Γκρίζες Ζώνες, тур. Ege sorunu) — комплекс взаимосвязанных спорных вопросов между Грецией и Турцией относительно суверенитета и смежных прав в акватории Эгейского моря и воздушного пространства над ним. Многочисленные конфликты, возникающие из-за нерешённости спорных вопросов 1970-х годов, в значительной мере повлияли на греко-турецкие отношения. Дважды — в 1987 году и в начале 1996 года — эгейский спор приводил к кризисным ситуациям, близким к вспышке военных действий между двумя государствами.

## Основные спорные вопросы
Весь спектр спорных вопросов, касающихся Эгейского региона, можно разделить на несколько категорий:
- делимитация территориальных вод; обе стороны в настоящее время определяют их ширину как 6 морских миль (11 км). Греция претендует на право продлить её до 12 морских миль на основе международного права. Турция, которая уже расширила свои территориальные воды до 12 миль, отрицает это право, и угрожает Греции войной в случае односторонней попытки расширить полосу;
- делимитация национального воздушного пространства — Греция утверждает, что в настоящее время контролирует 10 миль, а Турция только 6 миль;
- делимитация исключительных экономических зон и зон экономической эксплуатации континентального шельфа;
- делимитация районов полётной информации (FIR) — право Греции осуществлять военные учения в воздухе в рамках международной части Эгейского моря, чему препятствуют противоречивые толкования правил районов полётной информации (FIR), установленных ИКАО;
- споры с уже демилитаризованным статусом, присвоенным некоторым из греческих островов в Эгейском море;
- претензии Турции относительно так называемых «серых зон» неопределённого суверенитета над многочисленными незаселёнными малыми островами, в первую очередь, статус острова Имиа/Кардак.

В 1998 обе страны были близки к преодолению напряжённости через осуществление ряда дипломатических мероприятий. Следующим шагом, в частности, были действия Греции, направленные на облегчение вступления Турции в Европейский Союз. Однако и в 2010 году вопрос по-прежнему остаётся нерешённым.

## Морские и воздушные зоны влияния
Целая группа вопросов Эгейского спора касаются делимитации морских и воздушных зон влияния вокруг территорий обеих стран. Эти вопросы связаны с географическими и историческими особенностями собственно Эгейского моря и расположения стран в его бассейне. Хотя длина материковой береговой линии Греции и Турции, омываемых водами Эгейского моря примерно равная, все Эгейские острова, кроме Имброса (Гёкчеада) и Тенедоса (Бозджаада), принадлежат Греции. Вместе с тем ряд крупных островов (Лесбос, Хиос, Самос и острова архипелага Додеканес), принадлежащих Греции, расположены в непосредственной близости от материковых границ Турции. Это не позволяет Турции расширить ни морские, ни воздушные зоны влияния, поскольку они рассчитываются от ближайшей точки территории государства, также претендующего на это пространство. Любое возможное расширение этих зон обязательно в пропорциональном отношении принесёт больше выгоды Греции, чем Турции.
Согласно распространённому мнению, Турция обеспокоена тем, что Греция, возможно, пытается расширить свои зоны влияния в такой степени, чтобы превратить Эгейское море фактически в «Греческое озеро». Кроме того, Греция обеспокоена тем, что Турция может попытаться «занять половину Эгейского моря», то есть установить турецкую зону влияния до середины Эгейского моря, за пределами линии островов Лесбос, Хиос, Самос и островов Додеканес, превратив их таким образом в эксклавы, окружённые турецкими водами и, таким образом, отрезанные от основной части Греции.

### Территориальные воды
Территориальные воды дают прибрежному государству полный контроль аэронавигации в воздушном пространстве и частичный контроль над судоходством, хотя иностранным кораблям (и гражданским, и военным), как правило, гарантируется мирный проход через них. Стандартная ширина территориальных вод, на которую претендуют страны, неуклонно росла на протяжении 20-го века: от 3 морских миль (5,6 км) в начале века — до 6 морских миль (11 км) и сейчас 12 морских миль (22 км). Текущее значение закреплено в договорном праве согласно Конвенции ООН по морскому праву от 1982 года (статья 3). В Эгейском море обе страны провозгласили территориальными водами полосу в 6 морских миль. Возможность расширения её до 12 миль вызвала озабоченность турецкой стороны по поводу возможного непропорционального увеличения пространства, контролируемого Грецией. Турция отказалась стать членом Конвенции и не считает себя связанным ею. Турция считает конвенцию res inter alios acta, то есть такой, которая бы должна была быть подписана между двумя сторонами спора. Кроме того, Греция присоединилась к Конвенции, заявив, что оставляет за собой право применять это правило и расширить свои территориальные воды до 12 миль в какой-то момент в будущем, хотя никогда не пыталась этого сделать. Греция считает, что 12-мильное расширение касается не только договорного права, но и обычного права, поскольку существует широкий консенсус в международном сообществе. Исходя из этого, Турция утверждает, что географические особенности Эгейского моря делают строгое использование 12-мильного правила незаконным по соображениям справедливости.
Напряжённость по поводу ширины полосы территориальных вод значительно возросла между странами в начале 1990-х годов, когда Конвенция ООН по морскому праву должна была вступить в силу. 9 июня 1995 года Великое национальное собрание Турции официально заявило, что односторонние действия со стороны Греции станут поводом для войны. Это заявление было осуждено Грецией как нарушение Устава ООН, который запрещает «угрозы силой или её применения против территориальной неприкосновенности или политической независимости любого государства».

### Национальное воздушное пространство
Национальное воздушное пространство, как правило, определяется как воздушное пространство над сухопутной частью территории государства и прилегающими территориальными водами. Национальное воздушное пространство даёт суверенному государству значительную степень контроля над внешним воздушным движением. Хотя гражданская авиация, как правило, допускается в национальное воздушное пространство по международным договорам, иностранные военные и другие типы иностранных государственных воздушных судов не имеют права свободного движения через национальное воздушное пространство другого государства. Делимитация национального воздушного пространства для Греции проведена в порядке исключения, поскольку его границы не совпадают с границей территориальных вод. Греция имеет 10 морских миль (19 км) воздушного пространства, в отличие от ныне закреплённых 6 миль территориальных вод. 
С 1974 года Турция отказалась признать внешние 4 мили воздушного пространства за Грецией, ссылаясь на Устав Международной организации гражданской авиации (ИКАО) от 1948 года (он содержит обязательные определения, из которых следует, что обе зоны должны совпадать по размеру). 
В ответ Греция утверждает, что:
- греческая зона в 10 морских миль (19 км) была официально зафиксирована 1931 году, до принятия Устава ИКАО, она была признана всеми соседями Греции, включая и Турцию, в 1948 году[6];
- греческая зона в 10 морских миль также может интерпретироваться только как частичное, избирательное применение значительно более широких прав, гарантированных морским правом, а именно как часть 12-мильной зоны, равной как для воздушного пространства, так и для территориальных вод;
- ныне же греческие территориальные воды устанавливаются шириной 6-миль только через casus belli Турции.

Конфликт из-за полётов турецких военных воздушных судов в национальном пространстве Греции привёл к практике непрерывных тактических военных провокаций: турецкая сторона считает себя вправе осуществлять полёты во внешней 4-мильной полосе, в то время как греческие военные самолёты вынуждены перехватывать их. Эти «встречи» греческих и турецких самолётов приводят к опасным манёврам, которые уже неоднократно заканчивались человеческими жертвами с обеих сторон. В частности греческий лётчик Николаос Сиалмас разбился вблизи острова Айос-Эфстратиос, перехватывая турецкий самолёт F-16; турецкий пилот Неил Эрдоган погиб, сбитый греческим самолётом Мираж-2000 в 1996 году, и Костас Иликиас, разбившийся после столкновения с турецким F-16 в районе острова Карпатос.